# أيدان توماس
أيدان توماس (بالإنجليزية: Aidan Thomas)‏ (11 أكتوبر 1993 بهيرفورد في المملكة المتحدة - ) هو لاعب كرة قدم بريطاني في مركز الوسط. لعب مع تيلفورد يونايتد ونادي هيرفورد وWestfields F.C. ‏.

## وصلات خارجية
- أيدان توماس على موقع قاعدة بيانات كرة القدم.إي يو (الإنجليزية)
- أيدان توماس على موقع Soccerbase.com (لاعب) (الإنجليزية)